# معاملة المثليين في أنغويلا
قد يواجه الأشخاص من المثليين والمثليات ومزدوجي التوجه الجنسي والمتحولين جنسياً (اختصاراً: LGBT) في أنغويلا تحديات قانونية لا يواجهها غيرهم من المغايرين جنسيا. أصبح النشاط الجنسي المثلي قانونيا في أنغويلا منذ عام 2001.

## قانونية النشاط الجنسي المثلي
أصبح النشاط الجنسي المثلي قانونيا في أنغويلا منذ عام 2001. وقد تم تقنين المثلية الجنسية نتيجة لأمر صادر من المجلس الخاص للمملكة المتحدة وأثرت على القوانين الأربعة الأخرى لأقاليم ما وراء البحار البريطانية التابعة للمملكة المتحدة.

## الاعتراف القانوني بالعلاقات المثلية

القوانين المتعلقة بالمثلية الجنسية في جزر الأنتيل الصغرى.
زواج المثليين
الاعتراف بزواج المثليين المنعقد في الخارج فقط، دون الاعتراف بعقده في الداخل
شكل آخر من أشكال الاعتراف القانوني
لا اعتراف، أو غير معروف
المثلية الجنسية غير قانونية، لكن القانون لايتم تطبيقه
المثلية الجنسية غير قانونية

يعتبر كل من زواج المثليين والاتحادات المدنية غير قانونيين في أنغويلا وهي إحدى أقاليم ما وراء البحار البريطانية القليلة التي لم يتم سن تشريعات للشراكات المدنية. حدثت احتفالات غير قانونية للأزواج المثليين في الجزيرة.

## الحماية من التمييز
لا توجد حماية تشريعية معروفة للأفراد من مجتمع المثليين في القوانين المحلية لأنغويلا.

## ملخص
| قانونية النشاط الجنسي المثلي                                                                  | (منذ عام 2001)                      |
| المساواة في السن القانوني للنشاط الجنسي                                                       | (منذ عام 2001)                      |
| قوانين مكافحة التمييز في التوظيف                                                              | No                                  |
| قوانين مكافحة التمييز في توفير السلع والخدمات                                                 | No                                  |
| قوانين مكافحة التمييز في جميع المجالات الأخرى (تتضمن التمييز غير المباشر، خطاب الكراهية)      | No                                  |
| قوانين مكافحة أشكال التمييز المعنية بالهوية الجندرية                                          | No                                  |
| زواج المثليين                                                                                 | No                                  |
| الاعتراف القانوني بالعلاقات المثلية                                                           | No                                  |
| تبني أحد الشريكين للطفل البيولوجي للشريك الآخر                                                | No                                  |
| التبني المشترك للأزواج المثليين                                                               | No                                  |
| يسمح للمثليين والمثليات ومزدوجي التوجه الجنسي والمتحولين جنسيا بالخدمة علناً في القوات المسلحة | (المملكة المتحدة مسؤولة عن الدفاع)  |
| الحق بتغيير الجنس القانوني                                                                    | No                                  |
| علاج التحويل محظور على القاصرين                                                               | No                                  |
| الحصول على أطفال أنابيب للمثليات                                                              |                                     |
| الأمومة التلقائية للطفل بعد الولادة                                                           | No                                  |
| تأجير الأرحام التجاري للأزواج المثليين من الذكور                                              | (غير قانوني للأزواج المغايرين كذلك) |
| السماح للرجال الذين مارسوا الجنس الشرجي التبرع بالدم                                          |                                     |